# Portlandská váza
Portlandská váza je římská kamejová váza, která vznikla v první polovině 1. století. Jedná se o nejznámější příklad římského kameje. Od 18. století byla často napodobována, nejznámější je kopie Josiaha Wedgwooda. Nalezena byla v Monte del Grano poblíž Říma, při prozkoumávání toho, co bylo tehdy považováno za sarkofág císaře Alexandra Severa (zemřel 235). Původně byla ve vlastnictví Maffea Barberiniho, pozdějšího papeže Urbana VIII., a byla proto známa i jako Barberiniho váza. Později ji zakoupil William Hamilton, britský velvyslanec v Neapoli, který ji dovezl do Anglie, kde se posléze dostala do vlastnictví vévodů z Portlandu. Od roku 1810 je váza v Britském muzeu v Londýně. 7. února 1845 byla rozbita Williamem Lloydem, který po ní v opilosti mrštil nedaleko stojící sošku. Váza byla ale znovu odborně slepena restaurátorem Britského muzea Johnem Doubledayem. Muzeum vázu drželo jako zápůjčku od rodu Portlandů až do roku 1945, kdy ji od nich odkoupilo. Váza měří asi 25 centimetrů na výšku a je 18 cm široká. Je vyrobena z fialovo-modrého skla a obložena souvislou bílou kamejí, která vytváří dvě odlišné scény, jež zobrazují sedm lidských postav, velkého hada a dvě vousaté a rohaté hlavy, které se nachází pod držadly a oddělují obě scény. Odborníci odhadují, že vytvoření vázy si vyžádalo dva roky práce.

## Výklady
Význam vyobrazení na váze je nejasný a žádná z mnoha předložených teorií nebyla shledána obecně uspokojivou. Historické výklady obvykle sázejí na to, že zobrazen je císař Augustus s rodinou, nebo soupeři. Jiná verze vidí v muži Marca Antonia a v ležící ženě královnu Kleopatru VII. Jiná verze hovoří o snu Olympie, matky Alexandra Velikého (vůbec nejstarší výklad ze 17. století). Někteří odborníci soudí, že váza mohla být svatebním darem, a že i zobrazené motivy jsou svatební. S tím souvisí i nejčastější mytologický výklad, že vyobrazena je svatba smrtelníka Pélea a mořské bohyně Thetis. Jiný výklad vidí na váze Dionýsa, jak vítá Ariadnu s jejím posvátným hadem v posvátném háji. Podle jiných je znázorněn příběh o zplození císaře Augusta bohem Apollónem v podobě hada. Stejně rozmanité jsou teorie o tom, kdo je zobrazen na druhé straně vázy (Ariadna, Hekabé, Augustova sestra Octavia Minor).
Jerome Eisenberg tvrdil, že váza byla vyrobena v 16. století a ne ve starověku, ale jde o ojedinělou teorii.